# Khadevis Robinson
Khadevis Kekoai Tobi Robinson (* 19. Juli 1976 in Dallas, Texas) ist ein ehemaliger US-amerikanischer Mittelstreckenläufer, der sich auf den 800-Meter-Lauf spezialisiert hat. Seinen größten Erfolg feierte er mit dem Gewinn der Goldmedaille in der 4-mal-400-Meter-Staffel bei den Hallenweltmeisterschaften 1999 in Maebashi.

## Sportliche Laufbahn
Khadevis Robinson wuchs im texanischen Fort Worth auf und absolvierte ein Studium an der Texas Christian University. 1998 wurde er NCAA-Collegemeister über 800 Meter und im Jahr darauf sammelte er erste internationale Erfahrungen, als er bei den Hallenweltmeisterschaften in Maebashi mit 1:49,18 min im Halbfinale über 800 Meter ausschied. Zudem verhalf er dort der US-amerikanischen 4-mal-400-Meter-Staffel zum Finaleinzug und trug damit zum Gewinn der Goldmedaille bei. Im August schied er dann bei den Freiluftweltmeisterschaften in Sevilla mit 1:48,31 min in der ersten Runde über 800 Meter aus. 2001 kam er bei den Weltmeisterschaften im kanadischen Edmonton mit 1:49,42 min ebenfalls nicht über den Vorlauf hinaus, wie auch bei den Hallenweltmeisterschaften 2003 in Birmingham mit 1:49,44 min. Im August schied er bei den Weltmeisterschaften nahe Paris mit 1:50,16 min im Halbfinale aus und im Jahr darauf schied er bei den Olympischen Sommerspielen in Athen mit 1:46,14 min in der Vorrunde aus. 
2005 schied er bei den Weltmeisterschaften in Helsinki mit 1:49,13 min im Semifinale über 800 Meter aus und auch bei den Hallenweltmeisterschaften im Jahr darauf in Moskau schied er mit 1:48,30 min im Halbfinale aus. im September wurde er beim IAAF World Cup in Athen in 1:46,45 min Sechster. 2007 schied er bei den Weltmeisterschaften in Osaka mit 1:45,45 min im Semifinale aus, wie auch bei den Hallenweltmeisterschaften im Jahr darauf in Valencia mit 1:47,57 min. 2009 schied er bei den Weltmeisterschaften in Berlin mit 1:45,91 min im Semifinale aus und 2011 siegte er in 1:45,09 min bei der Golden Gala in Rom. Daraufhin schied er bei den Weltmeisterschaften in Daegu mit 1:45,27 min im Halbfinale aus. Im Jahr darauf nahm er erneut an den Olympischen Sommerspielen in London teil und schied dort mit 1:47,17 min in der ersten Runde aus. Daraufhin beendete er seine aktive sportliche Karriere im Alter von 36 Jahren.
In den Jahren 1999 und von 2005 bis 2007 wurde Robinson US-amerikanischer Meister im 800-Meter-Lauf im Freien sowie 1999 und 2006 sowie 2008 und 2009 in der Halle.

## Persönliche Bestzeiten
- 400 Meter: 46,55 s, 28. März 1994 in Arlington
- 800 Meter: 1:43,68 min, 27. August 2006 in Rieti
  - 800 Meter (Halle): 1:46,95 min, 24. Februar 2008 in Boston